# Rassemblement démocratique pour l’indépendance
Le Rassemblement démocratique pour l'indépendance (RDI) est un parti politique du Québec fondé le 30 mars 1985, par des membres dissidents du Parti québécois.
Déçu du beau risque du gouvernement René Lévesque, des ministres et députés forment une opposition indépendantiste à l'Assemblée nationale jusqu'à l'élection de 1985.  À la fondation du RDI, Denise Leblanc-Bantey est élue présidente. Gilbert Paquette est également membre de la direction comme responsable de la commission politique. Camille Laurin et Denis Lazure sont également membre de la direction du parti. Guy Rocher participe également à la commission politique du RDI.
Le RDI demeurera un mouvement indépendantiste jusqu'à sa dissolution. Il appuiera le retour de Jacques Parizeau à la tête du Parti québécois en 1989. Une faction du RDI créera le Parti indépendantiste, dirigé par Gilles Rhéaume et Denis Monière qui présentera des candidats à l'élection de 1985 et de élection de 1989.